# 約翰·克勞德·懷特
約翰·克勞德·懷特（英語：John Claude White，又譯惠德，1853年10月1日—1918年2月19日）是英屬印度的官員，攝影師，作家和土木工程師。他於1889年到1908年擔任英國駐錫金政務官，參與英屬印度與西藏的通商與劃界談判。他長期住在錫金首都甘托克，因為拍攝喜馬拉雅山脈地區的照片與著作而聞名。他曾獲得印度帝國三等勳章

## 早年
他於1853年10月1日出生在印度加爾各答，其父親約翰·懷特是英國軍醫，母親是路易絲·亨利內特·普費福·懷特。他於1868年曾就讀英國拉格比公學六個月。他於1874年進入皇家印度工程學院就讀，1876年畢業後加入孟加拉公共工程部擔任助理工程師。攝影是他業餘的愛好。

## 印度與錫金時期
1883年，他被派到在尼泊爾王國首都加德滿都的英國代辦處工作一年，拍攝了當地的建築和紀念碑。1888年，他被借調參加錫金遠征，1889年被任命為新設立的英國駐錫金政務官，直到1908年退休。:9-10他在錫金首都甘托克選了75英畝地建造了官邸，開闢了花園，可以看到干城章嘉峰的壯麗山景，繼任的古德爵士稱讚它「也許是全印度最有吸引力的中型住宅」。錫金併入印度後，它成為錫金邦長官邸，改稱Raj Bhavan。他成為錫金王國卻嘉圖多南嘉顧問委員會的主席，之後他重組錫金的行政部門，然後下令進行土地和礦產調查，開發未利用的荒地。他建立了錫金第一個警察局，並在北部的Lachung和Lachen鎮引進了英國蘋果種植。
根據英國和清朝的1890年《中英藏印條約》與1893年《中英藏印續約》，他被派往西藏春丕河谷的亞東，評估當地的貿易情況。當他於1894年5月到亞東設立商務專員署時，發現藏人在當地築牆與外界隔絕，因此放棄在亞東設立商埠。他後來報告說，雖然中國人對他友善，但他們毫無權力，無法控制藏人。他認為“中國對西藏的宗主權只是名義上的”。:54:9-10
1895年5月，他與清朝官員（沒有藏方參與）在則里拉山口會面設立界樁，但後來遭藏人拆除，在Donchukla設立的界樁也遭到毀損。:58-59勘界在1895年底不了了之。從各種史料來看，是西藏三大寺的僧人拆毀了界樁。
懷特與藏人談判的經驗影響了英印政府的政策。他認為商埠應該從亞東移到更適合的帕里宗；如果要在商務與畫界談判上有進展，必須對藏採取強硬手段，而由於清廷對西藏的影響力下降，英國必須直接與拉薩政府交涉。印度總督喬治·寇松上任後，採納了懷特的這些建議。
1903年，在寇松的命令下，他被借調為西藏邊防委員會副主任，擔任榮赫鵬的副手。榮赫鵬領導了1903-1904年英國遠征西藏，遠征的目的是為了解決錫金、西藏的邊界爭端，但實際上超出倫敦的指令而變成入侵西藏。懷特因為可能失去錫金政務官的職位而對此借調不滿，並且直接向寇松總督和印度陸軍總司令基奇納伯爵要求取消任命。榮赫鵬與他的上司都認為這是抗命，堅持任命。榮赫鵬因此對懷特進行報復，將他留在錫金水蛭猖獗的叢林中，安排運輸騾子和苦力到西藏。懷特是西藏遠征隊中唯一被允許拍攝拉薩寺院的成員。他在遠征中還結識了烏顏·旺楚克，1907年拍攝了烏顏·旺楚克加冕為不丹第一任國王的典禮，也因為與國王的友誼，他獲准在不丹旅行了五次。
1907年2月，英國駐江孜商務委員鄂康諾向英印政府建議：鼓勵第九世班禪喇嘛脫離拉薩政府宣佈獨立，以日喀則為首府在西藏南部建立一個獨立國家，如此能在英屬印度北方建立一個緩衝國家，隔絕沙俄的勢力。英國則向班禪提供步槍400支裝備其衛隊，承認並支持這個新國家。懷特作為鄂康諾的上司強烈反對，稱此建議為「極度瘋狂的計劃」（extremely mad scheme），並建議將鄂康諾革職。這一計畫後來沒有付諸實行。:35-36
他於1908年退休後回到英國，1918年2月19日在倫敦逝世。

## 攝影與著作
大英圖書館東方和印度辦公室照片收藏策展人約翰·法爾康納（John Falconer）如此描述他的攝影作品：「自19世紀50年代以來，準業餘攝影在印度的行政人員和軍人中蓬勃發展，他的作品可能是此傳統最後一個，當然也是其中最令人印象深刻的作品之一。紐約市魯賓藝術博物館2010年在首次展出他的錫金、不丹攝影作品時說：「懷特與大多數同時代攝影師的不同是他了解他拍攝的風景和人物。他拍的影象親切，美麗地展示了他喜愛的山脈、建築以及他的朋友。」
他在1904年英國遠征西藏時攜帶了13x10英吋的玻璃照相底版照相機與折疊腳架，所拍的照片於1908年出版為兩冊攝影集《Tibet and Lhasa》（《西藏與拉薩》）。照片主題包括崗巴宗、江孜宗、布達拉宮、哲蚌寺、色拉寺、乃瓊寺、甘丹赤巴、四噶倫、清朝駐藏大臣、不丹國王烏顏·旺楚克及其親信烏顏·多吉等。
他於1908年退休後，將他在錫金、不丹、西藏等地21年的經歷寫成回憶錄《Sikkim and Bhutan, twenty-one years on the north-east frontier, 1887-1908》，於1909年出版。
他為1914年4月的美國《國家地理》雜誌撰寫特稿《Castles in the Air》（《雲中宗堡》），用許多照片向讀者介紹不丹。標題「雲中宗堡」是指位於不丹西部900公尺高懸崖上的地標虎穴寺。
庫爾特·邁爾（英語：Kurt Meyer）是美國建築師學會榮譽會士。他與妻子帕米拉·德爾·邁爾（英語：Pamela Deuel Meyer）在20世紀70年代首次到喜馬拉亞山區，他們在尼泊爾生活了十年，並研究約翰·克勞德·懷特的生平，寫成《In the Shadow of the Himalayas: a photographic record by John Claude White, 1883-1908》一書。
本書收集超過一百張懷特拍的照片，包括最出名的一張——1904年的拉薩全景圖。

## 家庭
懷特在前往印度工作之前，於1876年9月12日在倫敦肯辛頓的全聖徒教堂與遠親傑西·喬治娜·蘭根（英語：Jessie Georgina Ranken，1857年-1928年）結婚。他們的獨生女Beryl於1877年6月6日在孟加拉（今西孟加拉邦）出生。Beryl後來成為一名畫家。

## 外部連結
- 懷特1904年拍攝的拉薩全景圖。 （页面存档备份，存于）圖左是布達拉宮。
- 國家地理學會在刊出《雲中宗堡》一百年後，回顧懷特在不丹的攝影作品（多圖）Castles in the Air: Experiences and Journeys in Unknown Bhutan （页面存档备份，存于）